# Tonnerre sur Berlin
Pour plus de détails, voir Fiche technique et Distribution.
Tonnerre sur Berlin (Fräulein) est un film américain réalisé par Henry Koster, sorti en 1958.

## Synopsis
À la fin de la Seconde Guerre mondiale, à Cologne, en Allemagne. Erika Angermann, jeune femme allemande, rencontre un prisonnier américain en fuite, le major Foster MacLain, qui joue un rôle important dans sa vie. Elle fuit la zone russe vers la zone américaine et subit les terribles épreuves vécues par des milliers de femmes allemandes à la fin de la guerre.

## Fiche technique
- Titre français : Tonnerre sur Berlin
- Titre original : Fräulein
- Réalisation : Henry Koster
- Scénario : Leo Townsend, d'après le roman du même nom de James McGovern (1956)
- Producteur : Walter Reisch
- Société de distribution : Twentieth Century Fox
- Musique : Daniele Amfitheatrof
- Photographie : Leo Tover
- Montage : Marjorie Fowler
- Pays de production : États-Unis
- Genre : Drame, guerre, Romance
- Format : Noir et blanc - Aspect Ratio : 2.35:1 - Son : 4-Track Stereo (Westrex Recording System)
- Durée : 95 minutes
- Dates de sortie : 
  - États-Unis : 8 juillet 1958
  - France : 25 juin 1959

## Distribution
- Dana Wynter : Erika Angermann
- Mel Ferrer : Major Foster MacLain
- Dolores Michaels : Lori, la pianiste
- Margaret Hayes : Lieutenant Berdie Dubbin (créditée Maggie Hayes)
- Theodore Bikel : Colonel Dmitri Bucaron
- Luis Van Rooten : Fritz Graubach
- Helmut Dantine : Lieutenant Hugo Von Metzler
- Herbert Berghof : Karl Angermann
- James Edwards : Caporal S. Hanks
- Ivan Triesault : Professeur Julius Angermann
- Blandine Ebinger : Frau Berta Graubach
- Jack Kruschen : Sergent Grischa
- John Banner : Ulick, German Health Department

## Source
- Tonnerre sur Berlin et les affiches françaises du film, sur EncycloCiné